# Polyplocotes nitidus
Polyplocotes nitidus là một loài bọ cánh cứng trong họ Ptinidae. Loài này được Westwood miêu tả khoa học năm 1869.